# Augusto Gómez Villanueva, Papantla
Augusto Gómez Villanueva är en ort i Mexiko.   Den ligger i kommunen Papantla och delstaten Veracruz, i den sydöstra delen av landet, 220 km öster om huvudstaden Mexico City. Augusto Gómez Villanueva ligger 193 meter över havet och antalet invånare är 437.
Terrängen runt Augusto Gómez Villanueva är huvudsakligen platt, men norrut är den kuperad. Augusto Gómez Villanueva ligger uppe på en höjd. Runt Augusto Gómez Villanueva är det ganska tätbefolkat, med 83 invånare per kvadratkilometer. Närmaste större samhälle är Martínez de la Torre, 19,0 km sydost om Augusto Gómez Villanueva. Trakten runt Augusto Gómez Villanueva består till största delen av jordbruksmark.